# Baptizm of Fire
Baptizm of Fire – pierwsza solowa płyta Glenna Tiptona, gitarzysty zespołu Judas Priest. Album został wydany 18 lutego 1997, nagrywany był w latach 1994–1996. Wszystkie utwory, poza „Paint It Black” autorstwa Keitha Richardsa i Micka Jaggera, napisał Glenn Tipton.

## Wykonawcy
Na płycie występują muzycy:
- Glenn Tipton (gitara i wokal)
- Robert Trujillo (gitara basowa)
- Brooks Wackerman (perkusja)
- C.J. De Villar (gitara basowa)
- Shannon Larkin (perkusja)
- Billy Sheehan (gitara basowa)
- Cozy Powell (perkusja)
- Don Airey (organy kościelne)
- John Entwistle (gitara basowa)
- Whitfield Crane (dodatkowy wokal)
- Neil Murray (gitara basowa)
- Rick Tipton (perkusja).

## Lista utworów
Źródło.
1. Hard Core
2. Paint It Black
3. Enter The Storm
4. Fuel Me Up
5. Extinct
6. Baptizm Of Fire
7. The Healer
8. Cruise Control
9. Kill Or Be Killed
10. Voodoo Brother
11. Left For Dead

W 2006 album został zremasterowany i dodano do niego dwa utwory:
1. Himalaya
2. New Breed